# Columbit

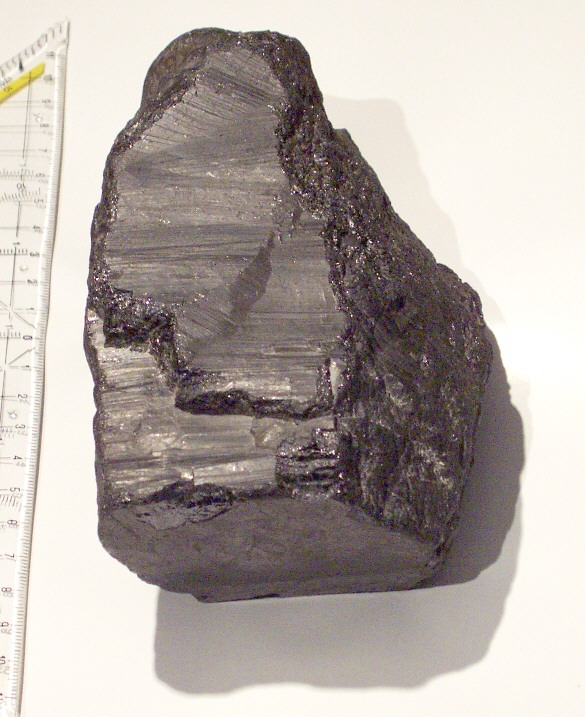
Columbit aus Madagaskar

Columbit (Columbeisen, Niobit) ist kein eigenständiges Mineral, sondern die Sammelbezeichnung für einen nicht näher bestimmten Mischkristall aus der Reihe Columbit-(Fe), Columbit-(Mg) und Columbit-(Mn) mit der allgemeinen chemischen Zusammensetzung (Fe2+,Mg,Mn2+)Nb2O6 und damit chemisch gesehen ein Niob-Oxid mit wechselnden Anteilen von Eisen, Magnesium und Mangan.
Die Mischkristalle kristallisieren wie die Endglieder der Reihe im orthorhombischen Kristallsystem. Diese sind als eigenständige Minerale anerkannt mit folgender chemischen Zusammensetzung:
- Columbit-(Fe) (ehemals Ferrocolumbit): Fe2+Nb2O6
- Columbit-(Mg) (ehemals Magnocolumbit bzw. Magnesiocolumbit): MgNb2O6
- Columbit-(Mn) (ehemals Manganocolumbit): Mn2+Nb2O6

Columbite haben vorwiegend eine bräunliche Farbe, die bei höherem Eisenanteil eine grauweiße sowie bei höherem Magnesium- und Mangananteil eine schwarze Tönung erhält.
Die Columbit-Reihe bildet außerdem eine Mineralserie mit der Mineral-Reihe Tantalit ((Fe2+,Mg,Mn2+)Ta2O6) und ist bei der International Mineralogical Association (IMA) als Gruppenname eingetragen. Die Mischkristalle (und Erze) dieser Serie sind unter der Bezeichnung Coltan bekannt. Die Mischkristalle dieser Serie können mit der allgemeinen chemischen Formel (Fe,Mg,Mn)(Nb,Ta)2O6 beschrieben werden.

## Etymologie und Geschichte
Das Vorkommen von Columbit in den USA wurde durch eine Probe aus Haddam in Connecticut, bekannt, die vermutlich von John Winthrop, Jr. (1606–1676) stammte, dem ersten Gouverneur der Colony of Connecticut und einem begeisterten Mineraliensammler. Zusammen mit 600 weiteren Proben zählte sie zu einer Schenkung seines gleichnamigen Enkels (John Winthrop, 1681–1747) an Hans Sloane, Präsident der Royal Society des Vereinigten Königreiches, anlässlich seiner Aufnahme als Fellow of the Royal Society im Jahr 1737.
Im Jahr 1801 entdeckte Charles Hatchett in dieser Probe ein neues Element (Niob) und nannte es Columbium, nach Christoph Kolumbus (latinisiert Christophorus Columbus), dem Entdecker Amerikas.
Erst 1844 konnte der deutsche Chemiker Heinrich Rose nachweisen, dass Columbit zwei Elemente enthält, nämlich Niob und Tantal.

## Bildung und Fundorte
Columbite finden sich meist in Granit-Gesteinen (Pegmatiten), unter anderem
- bei Bodenmais (z. B. Pegmatit Hühnerkobel), Hagendorf (Oberpfalz) und Tirschenreuth in Ostbayern,
- bei Chanteloup (Razès) in Frankreich,
- in Finnland, Norwegen (z. B. Evje und Iveland in Aust-Agder), Schweden (z. B. Varuträsk)
- im Ilmengebirge bei Mijask,
- in Madagaskar
- in Connecticut, Massachusetts, North Carolina und Colorado in den USA sowie
- im grönländischen Ivigtut in einem Kryolith-Pegmatit.

## Verwendung
Columbit ist ein wichtiges Erz zur Gewinnung von Niob (Namensgeber, da Niob bis in die 1950er-Jahre Columbium genannt wurde) und Tantal und wird Stahl-Legierungen zur Erhöhung der Festigkeit zugesetzt.
Je nach der Menge an enthaltenem Thorium und Uran ist Columbit radioaktiv. Laut dem Endbericht des Projekts „Ermittlung von potentiellen Strahlenexpositionen durch Ableitungen aus NORM-Industrien“ des Bundesamtes für Strahlenschutz: „Typische Werte der spezifischen Aktivität für U-238 und seine Zerfallsprodukte liegen in einem Bereich von 5 bis 30 Bq/g und für Th-232 und seine Zerfallsprodukte im Bereich 7 bis 80 Bq/g.“